# Casa di Dreux

Stemma Dreux

Casa di Dreux è un ramo della casa dei Capetingi, che ebbe inizio da Roberto I di Dreux, conte di Dreux, figlio del re di Francia Luigi VI. 
Titolare della contea di Dreux (Eure-et-Loir), ha formato diversi rami, situati in Piccardia (Aisne), Orleanese (Eure-et-Loir), Normandia e Bretagna. Un ramo cadetto ebbe accesso per matrimonio agli inizi del XIII secolo, al trono del Ducato di Bretagna, che tenne fino alla sua estinzione nel 1514 con la morte di Anna di Bretagna, ultima duchessa di Bretagna. 
La casa capetingia di Dreux si estinse nel suo ultimo ramo nel 1590.

## Rami
- Signori di Braine (Aisne)
- signori di Beu (Aisne)
- Signori di Bossart (Eure-et-Loir, Orleanese)
- Signori di Morainville (Normandia)
- Duchi di Bretagna
- Signori di Avaugour (Bretagna)
- Signori di Machecoul (Bretagna)